# A hívatlan
A hívatlan (eredeti cím: The Wretched) 2019-ben bemutatott amerikai természetfeletti horrorfilm, melyet a Pierce testvérek írtak és rendeztek. A főszerepben John-Paul Howard, Piper Curda, Zarah Mahler, Kevin Bigley, Gabriela Quezada Bloomgarden, Richard Ellis, Blane Crockarell, Jamison Jones és Azie Tesfai látható.
A film főszereplője egy tinédzser, aki szembeszáll egy gonosz boszorkányszerű lénnyel, miután az megszállta a szomszédját és azok szeretteit.
Világpremierje 2019. július 19-én volt a Fantasia Nemzetközi Filmfesztiválon, majd 2020. május 1-jén debütált autósmozikban és Video on Demand szolgáltatáson keresztül. Az Avatar (2009) óta ez lett az első olyan film, amely hat egymást követő hétvégén vezette a bevételi listát, feltehetően azért, mert a COVID-19 világjárvány miatt kevesebb film került a mozikba.

## Cselekmény
1985 nyarán Megan megérkezik Gambelékhez, hogy vigyázzon a kislányukra, Ashley-re. A pincében egy humanoid kinézetű lényt talál, aki Ashley véréből táplálkozik. A lány rémülten próbál felmenekülni a pincéből, de Mr. Gambel szándékosan rázárja az ajtót. Az ajtón egy furcsa feliratú jel látható.
Napjainkban Ben Shaw az apjához, Liamhez költözik, mivel szülei válófélben vannak. Liam munkát ad fiának a kikötőben, ahol összebarátkozik Malloryval. A műszakja alatt észreveszi, hogy Liam egy Sara nevű munkatársával csókolózik. Az erdőben Dillon, Liam Abbie nevű szomszédjának fia talál egy fát, amelyen ugyanaz a szimbólum van, mint a Gambel-ház pinceajtaján. Hallja, ahogy a fából Abbie hangja szólítja meg őt, mielőtt még Abbie megjelenne. Hazavisznek egy bakot, amelyet a vadászat során lelőttek, azonban még aznap este valami kimászik az állat teteméből.
Az éjszaka folyamán Ben furcsa zaj után kezd kutakodni, amely először a tetőről hallatszik. Abbie házáig követi a hangokat, de csak egy mosómedvét talál megbújva. A verandán észrevesz egy boszorkányra hasonlító alakot a sötétben, de nem lehet biztos benne, mit látott, mert Abbie férje, Ty felkapcsolja a veranda lámpáját. Ben összebarátkozik Dillonnal, és megígérteti vele, hogy szól neki, ha bármi furcsaságot lát a ház körül. Aznap este Abbie átmegy a másik szobába, hogy megnézze a kisfiát, Samet (Dillon öccsét) a kiságyában. Azonban azt tapasztalja, hogy a baba eltűnt, helyére pedig összekötözött gallyakat tettek. Ekkor megtámadja őt a boszorkány. Ben később észreveszi, hogy Abbie egy gyerekkel sétál be az erdőbe.
Ben másnap este hazaérve Dillont a házában találja, aki azt állítja, valami nincs rendben az anyjával. Abbie Dillont keresi Bennél és fenyegető szavakkal próbál bejutni a házba. Ty is megérkezik és hazaviszi a fiút. Dillon elmondja Ty-nak, hogy Abbie furcsán viselkedik, de Ty csak egyre nyugtatgatja őt. Ben is aggódik, hogy valami furcsa dolog történik Abbie-vel. A munkahelyén Ben megtudja, hogy Dillon nem jelent meg a vitorlásórán. Amikor elmegy Dillon házához, Ty tagadja, hogy neki lenne fia. Később Abbie valami démoni dolgot suttog Ty-nak, amitől vérezni kezd a füle. Ezután a nő lezuhanyozik, és a teste elkezd bomlani.
Ben gyanakszik, ezért a neten olvas egy boszorkányról, aki arról híres, hogy megszállja az embereket, és "az elfeledettekből táplálkozik". Megbízik Malloryban, de a lány nem veszi komolyan. Gúnyos üzenetet csúsztat Abbie ajtaja alá. Ben beoson Abbie pincéjébe, és talál egy családi képet, amelyen Ty arca ki van karcolva, valamint egy képet Malloryról és a húgáról, Lilyről. Rájön, hogy a boszorkány legközelebb Lilyt akarja elkapni. Felhívja Malloryt, hogy figyelmeztesse, Lily veszélyben van, de Mallory nem emlékszik a húgára. Ben Lily megmentésére siet, de elkésik, mert ahogy próbálja kiszakítani a boszorkány kezeinek szorításából, az végül berántja magával a fába, Ben pedig eszméletlenné válik, miután beveri a fejét egy kőbe. Hazatérve azt látja, hogy Liam kihívta a rendőrséget, mert Ben hosszas időre eltűnt. Ben megpróbálja elmagyarázni, mi történik a szomszédokkal, de azzal vádolják, hogy drogozik. Ben megbízik Sarában, de észreveszi a közelében lévő cserepes virág hervadását, ekkor rájön, a nőt is megszállta a boszorkány. Amikor támadni próbál, Ben konyhakéssel megvágja a karját, de a boszorkány úgy állítja be, mintha ok nélkül támadta volna meg Sarát. Ekkor a rendőrség őrizetbe veszi. Ben látja, ahogy Sara a rendőr fülébe suttog. Elmondja Liamnek, hogy Sara megszállott, és könyörög neki, hogy nézzen le a szomszéd pincéjében. Ahelyett, hogy bevinné Bent az őrsre, a tiszt megpróbálja vízbe fojtani a tengerparton, míg egy kutya meg nem támadja. A tiszt lelövi a kutyát, majd saját magát, amikor rájön, hogy valami irányítja őt Ben megölésére. Eközben Liam megtalálja Ty és Abbie holttestét a házuk emeletén. Sara rátámad Liamra és majdnem megöli, de Ben időben megérkezik és a rendőr fegyverével lelövi. A boszorkány kimászik Sara holttestéből és Ben után ered, míg ő biztonságba helyezi Liamet, miközben a házuk leég. Eközben egy kép elég Benről és családjáról, Bennek hirtelen bevillan, hogy van egy kisöccse, Nathan, ami arra utal, hogy a boszorkány elfeledtette vele Bent.
Ben és Mallory a fához sietnek, hogy megmentsék testvéreiket. Miközben Ben megmenti Nathant és Lilyt, megérkezik Liam, és az autójával nagy sebességgel belehajt a boszorkányba. Ezt követően Ben és Nathan elindulnak, hogy visszatérjenek az anyjukhoz. Liam azt mondja, hogy a bátyjáéknál marad egy ideig, amíg felgyógyul súlyos sérüléseiből. Ben és Mallory búcsúcsókot váltanak, a lány virágot tűz a hajába, mielőtt elmegy vitorlásleckéket oktatni. Ben észreveszi, hogy a virág nem igazi, ami arra utal, hogy a boszorkány még életben van, és most megszállta Malloryt, aki egyedül maradt három gyerekkel egy csónakban.

## Szereplők
| Szerep      | Színész                      | Magyar hang         |
| ----------- | ---------------------------- | ------------------- |
| Ben Shaw    | John-Paul Howard             | Miller Dávid        |
| Mallory     | Piper Curda                  | Ruszkai Szonja      |
| Liam Shaw   | Jamison Jones                | Kautzky Armand      |
| Sara        | Azie Tesfai                  | Sánta Annamária     |
| Abbie       | Zarah Mahler                 | Németh Borbála      |
| Ty          | Kevin Bigley                 | Szatory Dávid       |
| JJ          | Gabriela Quezada Bloomgarden | Csuha Borbála       |
| Gage        | Richard Ellis                | Molnár Levente      |
| Dillon      | Blane Crockarell             | Kovács András Bátor |
| Nathan Shaw | Judah Abner Paul             | Mayer Marcell       |

## A film készítése
A forgatásra Omena és Northport (Michigan) környékén került sor, Pierce-ék szülővárosának közelében.
Devin Burrows zeneszerző, a Pierce testvérek gyerekkori barátja készítette a film zenéjét. Burrows egy 2020-as Nightmare on Film Street interjúban elmondta, hogy a forgatás előtt ellátogatott a film forgatási helyszíneire, hogy a természeti hatásokat és inspirációkat beledolgozza a zenébe. A trió együtt dolgozott a Pierce Brothers 2011-es Deadheads című filmjében is.

## Bemutató
A film premierje a Fantasia Nemzetközi Filmfesztiválon volt 2019. július 19-én. A filmet a Traverse City Filmfesztiválon és a Toronto After Dark Filmfesztiválon is bemutatták. Az Egyesült Államokban 2020. május 1-jén került bemutatásra néhány kiválasztott moziban, valamint 2020. május 1-jén a Premium VOD platformon keresztül is látható volt. A film 2020. június 25-én került bemutatásra a holland mozikba.

## Fordítás
- Ez a szócikk részben vagy egészben  a   The Wretched (film) című angol Wikipédia-szócikk fordításán alapul.  Az eredeti cikk szerkesztőit annak laptörténete sorolja fel. Ez a jelzés csupán a megfogalmazás eredetét és a szerzői jogokat jelzi, nem szolgál a cikkben szereplő információk forrásmegjelöléseként.